# Regierung Lemass III
Die Regierung Lemass III war die 11. Regierung der Republik Irland, sie amtierte vom 21. April 1965 bis zum 10. November 1966.
Bei der Parlamentswahl am 7. April 1965 gewann die seit 1957 regierende Fianna Fáil (FF) ihre absolute Mehrheit zurück. Sie stellte 72 der 144 Abgeordneten. Seán Lemass, bereits seit 1959 Taoiseach (Ministerpräsident), wurde am 24. April 1965 mit 72 gegen 67 Stimmen vom Dáil Éireann (Unterhaus des irischen Parlaments) als Regierungschef wiedergewählt. Die Mitglieder der Regierung wurden in derselben Sitzung gewählt. Am 10. November 1966 trat Regierungschef Lemass zurück und schlug Finanzminister Jack Lynch, der ihm schon als Parteichef nachgefolgt war, als Nachfolger vor.

## Zusammensetzung
| Minister                                                                 | Minister         | Minister | Minister       | Minister | Minister          |
| Amt                                                                      | Name             | Partei   | Amtszeit       | Amtszeit | Amtszeit          |
| ------------------------------------------------------------------------ | ---------------- | -------- | -------------- | -------- | ----------------- |
| Taoiseach (Ministerpräsident)                                            | Seán Lemass      | FF       | 21. April 1965 | –        | 10. November 1966 |
| Tánaiste (Vizeministerpräsident) sowie Außenminister                     | Frank Aiken      | FF       | 21. April 1965 | –        | 10. November 1966 |
| Minister für Verkehr und Energie                                         | Erskine Childers | FF       | 21. April 1965 | –        | 10. November 1966 |
| Finanzminister                                                           | Jack Lynch       | FF       | 21. April 1965 | –        | 10. November 1966 |
| Minister für lokale Verwaltung                                           | Neil Blaney      | FF       | 21. April 1965 | –        | 10. November 1966 |
| Minister für Soziales                                                    | Kevin Boland     | FF       | 21. April 1965 | –        | 10. November 1966 |
| Minister für Land und die Gaeltacht                                      | Michael Moran    | FF       | 21. April 1965 | –        | 10. November 1966 |
| Verteidigungsminister                                                    | Michael Hilliard | FF       | 21. April 1965 | –        | 10. November 1966 |
| Minister für Industrie und Handel                                        | Patrick Hillery  | FF       | 21. April 1965 | –        | 13. Juli 1966     |
| Minister für Industrie und Handel                                        | George Colley    | FF       | 13. Juli 1966  | –        | 10. November 1966 |
| Landwirtschaftsminister                                                  | Charles Haughey  | FF       | 21. April 1965 | –        | 06. Juli 1965     |
| Minister für Landwirtschaft und Fischerei                                | Charles Haughey  | FF       | 6. Juli 1965   | –        | 10. November 1966 |
| Justizminister                                                           | Brian Lenihan    | FF       | 21. April 1965 | –        | 10. November 1966 |
| Minister für Post und Telegraphie                                        | Joseph Brennan   | FF       | 21. April 1965 | –        | 10. November 1966 |
| Gesundheitsminister                                                      | Donogh O’Malley  | FF       | 21. April 1965 | –        | 13. Juli 1966     |
| Gesundheitsminister                                                      | Seán Flanagan    | FF       | 13. Juli 1966  | –        | 10. November 1966 |
| Bildungsminister                                                         | George Colley    | FF       | 21. April 1965 | –        | 13. Juli 1966     |
| Bildungsminister                                                         | Donogh O’Malley  | FF       | 13. Juli 1966  | –        | 10. November 1966 |
| Arbeitsminister                                                          | Patrick Hillery  | FF       | 13. Juli 1966  | –        | 10. November 1966 |
| Staatssekretäre                                                          |                  |          |                |          |                   |
| Amt                                                                      | Name             | Partei   | Amtszeit       | Amtszeit | Amtszeit          |
| Parlamentarischer Sekretär beim Taoiseach und beim Verteidigungsminister | Michael Carty    | FF       | 21. April 1965 | –        | 10. November 1966 |
| Parlamentarischer Sekretär beim Minister für Industrie und Handel        | Seán Flanagan    | FF       | 21. April 1965 | –        | 13. Juli 1966     |
| Parlamentarischer Sekretär beim Minister für lokale Verwaltung           | Paudge Brennan   | FF       | 21. April 1965 | –        | 10. November 1966 |
| Parlamentarischer Sekretär beim Finanzminister                           | James Gibbons    | FF       | 21. April 1965 | –        | 10. November 1966 |
| Parlamentarischer Sekretär beim Minister für die Gaeltacht               | Pádraig Faulkner | FF       | 21. April 1965 | –        | 10. November 1966 |
| Parlamentarischer Sekretär beim Landwirtschaftsminister                  | Patrick Lalor    | FF       | 21. April 1965 | –        | 10. November 1966 |

## Umbesetzungen
Am 13. Juli 1966 wurde mit dem Arbeitsministerium ein zusätzliches Ressort geschaffen. Minister wurde der bisherige Industrieminister Patrick Hillery, dessen Nachfolger wurde Bildungsminister George Colley. Der Parlamentarische Sekretär beim Minister für Industrie und Handel Seán Flanagan wurde Gesundheitsminister, der bisherige Amtsinhaber Donogh O’Malley übernahm das Bildungsministerium.